# Rhynchosciara americana
Rhynchosciara americana är en tvåvingeart som först beskrevs av Christian Rudolph Wilhelm Wiedemann 1821.  Rhynchosciara americana ingår i släktet Rhynchosciara och familjen sorgmyggor. Inga underarter finns listade i Catalogue of Life.